# Лаконі
Лаконі (італ. Laconi, сард. Làcuni) — муніципалітет в Італії, у регіоні Сардинія,  провінція Ористано.
Лаконі розташоване на відстані близько 370 км на південний захід від Рима, 75 км на північ від Кальярі, 45 км на схід від Ористано.
Населення — 1933 особи (2014).
Щорічний фестиваль відбувається 7 грудня. Покровитель — Sant'Ambrogio.

## Демографія
Населення за роками:

Станом на 1 січня 2023 року в муніципалітеті офіційно проживали 23 іноземці з 8 країн, серед них 9 громадян країн Євросоюзу та 1 громадянин України.

## Сусідні муніципалітети
- Аритцо
- Азуні
- Гадоні
- Дженоні
- Ізілі
- Меана-Сардо
- Нурагус
- Нураллао
- Нуречі
- Самугео
- Сеніс
- Вілланова-Туло